# 알투비트
알투비트(R2Beat)는 씨드나인에서 개발한 레이싱과 음악 게임을 합한 복합적인 게임이다. 레이싱과 음악 게임을 합쳐서 하는 게임이므로, 난이도가 다소 어려운 편이다. 알투비트는 사용자 수도 많은 편이며 흥미도도 많은 편으로 음악 게임들 중에서 가장 유명한 게임으로 거듭났지만, 최근 새로 출시된 음악 게임들이 많이 개선되면서 인기가 많이 떨어졌다. 결국 2013년 12월 10일에 서비스 종료 공지를 발표하였으며, 2014년 1월 10일에 서비스가 종료되었다. 2021년 11월 18일에 밸로프를 통해서 오픈 베타를 시작했다. 

## 게임 방법
음악에 맞추어 방향키인 ←, ↓, ↑, →과 Ctrl 키를 사용해서 별을 맞추거나 장애물을 넘어서 골인점에 먼저 도착해야 한다. 기본적으로 왼손잡이가 게임하기 편하라고 키 변경을 지원하긴 하지만 게임을 하면서 채팅을 하기 매우 힘들기 때문에 그리 많이 쓰이지는 않는다.
- 속도: 보통, 고속, 초고속이 있다. 근데 요즘은 초고속만 사용한다. 원래는 방을 만들면 기본 속도가 고속으로 설정되었는데, 이대로 게임을 그냥 시작하게 되면 사람들이 다 불만을 터뜨린 탓에 초고속만을 한다. 그래서 얼마전 유저 친화적으로 기본 설정이 초고속으로 되도록 패치를 했다.
- 장애물: 장애물을 피하듯이 장애물이 있는 반대 쪽의 방향키를 눌러주면 된다. 상, 하, 좌, 우, 좌상, 우상, 좌하, 우하, 점프대가 있으며, 롱노트는 상, 하, 좌, 우, 좌상, 좌우가 있다. 장애물을 피하지 못한 경우나 방향키를 잘못 입력하였을 시 잠깐 경직된다. 좌우 장애물 < 상하 장애물 < 대각선 장애물 < 점프대 장애물 순으로 경직시간이 크다. 부스터 가동 중 틀리면 장애물에 상관없이 일정 시간동안 넘어진다.
- 별: 알코인을 획득할 수 있는 것으로, 놓쳤다고 해도 경직 시간이 없다. 많이 먹을수록 결과 발표 시 받는 알코인이 많아진다.

알투비트는 다른 음악 게임들과는 다르게 판정이 좀 냉정한 편이다. 그래서 100% 판정이 없으며 최고 판정은 99%이다. 최저 판정은 물론 0%이다. 설령 알투비트는 판정이 전부 0%가 나와도, 오투잼처럼 라이프 게이지라는 것이 없으며, 그 덕분에 자동으로 게임이 끝나는 일은 없다. 하지만 자꾸 넘어지고 넘어지다 보면 어느 새 다른 사람들과 거리가 상당히 뒤쳐져 있게 된다. 그렇게 된다면 다른 사람들로부터 욕을 많이 먹게 되고, 심지어는 강제 퇴장까지 당하는 경우도 있다.(요즘은 팀전 아니면 강제퇴장 당하는 일은 적다.팀전은 팀 부스터가 밀리면 퍼팩작하는 사람들에겐 흐름이 끊기기 때문에 욕을 먹는것!!) (게임을 할 때 불성실한 태도로 임하면 다른 사람들에게 피해를 준다.)

## 게임 모드

### 싱글플레이
- 미션모드: 튜토리얼 미션, 라이선스를 획득할 수 있는 미션 등 여러 가지 미션을 수행할 수 있다.
- 단련모드: 혼자 게임을 즐기며 연습할 수 있다.

### 멀티플레이
- 스피드전: 부스터를 활용하여 대결한다. 콤보횟수가 올라갈수록 쌓이는 부스터게이지가 완전히 충전됐을 때 사용할 수 있다. Ctrl 키로 부스터를 사용할 때 캐릭터의 달리는 속도(장애물의 스크롤 속도)와 음악이 빨라진다.
- 아이템전: 여러 가지 아이템을 사용하여 대결한다. Ctrl 키로 아군에게 도움이 되는 아이템이나, 적군에게 방해되는 아이템을 사용할 수 있다.
- 릴레이모드: 한곡을 2개 또는 3개의 구간으로 나누어 바통을 터치하면서 이어달리기를 하여 대결한다.
- 협동모드: 세 곡 안에 필드위에 드랍되는 아이템을 먹어 못 생긴 고릴라를 공격하여 못 생긴 고릴라를 잡는다. 승패 없음.

### 중국 알투비트 관련 모드
- 식신모드: 필드 위에 드랍되어 있는 음식을 먹고 오른쪽 중앙부분에 있는 게이지가 차게되면 ctrl키를 눌러 변신한다. 변신한 뒤에는 부스터가 나가게되며 부스터는 장애물에 걸려 틀려도 유지가 된다. 달리다보면 변신게이지 아래에 있는 게이지도 차게되는데 다시한번 ctrl키를 누르면 다음에 나올 장애물들이 음식으로 바뀌어서 나오게된다. 그음식을 먹음으로써 변신한 상태로 있을 수 있는 시간이 늘어나게된다.

## 알투비트 등급

### 0.새내기
음악의 난이도가 0.5~2.0인 곡들을 플레이할 수 있다. 별도의 시험(라이센스)이 없는 일종의 '초보' 단계이다. 장애물 개수가 100개 정도이기 때문에 매우 쉽다.

### 1.별
음악의 난이도가 1.5~3.5인 곡들을 플레이할 수 있다. '초급' 수준으로 보면 된다.(신곡기준으론 3.5~체감난이도 6까지도 줄 수 있는 곡들이 일부있고 스피크 쇼츠의 경우엔 사실상 해난이도라고 볼 수 있는 40초짜리 곡이 있는걸로 볼 때 난이도 표기를 절때 믿지말자.

### 2.달
'달채널 라이센스'를 통과해야 하며 난이도가 4~6.5인 곡들이 해당된다. 이 때부터 복잡한 장애물이 등장한다.(최근 신곡의 기조로 볼 때 기본 달채널식 패턴이 아닌 해채널기본기인 폭타,22패턴 변속 등이 추가되었고 극한의 패턴인 밀집곡도 일부분 계속 추가되는 것으로 볼 때 달이라기보단 해에 가까울 정도로 어려워지고 있다.

### 3.보름달
난이도가 5.5~6.0인 곡들이 해당되며, 역시 '보름달 라이센스'를 통과해야 한다.
(*현재 중국 알투비트에서는 없는 라이센스.'한국에도 존재하지 않음{24년 8월기준}')

### 4.해
'맥시멈 리스크'(난이도 6.5개)를 94% 이상의 판정으로만 통과해야 획득할 수 있다. 난이도 7~10인 곡들이 해당되며 이른바 '극악'의 단계라고 할 수 있다. 장애물 개수도 600개 이상이다.(현재는 달채널도 장애물1000개 넘는 곡이 있기에 사실상 해면 그 이상도 나온다고 봐야 한다.